# Jay Guidinger
Jay Patrick Guidinger (Milwaukee, Wisconsin, 18 de agosto de 1969) es un exjugador de baloncesto estadounidense que disputó dos temporadas en la NBA, además de jugar en la CBA. Con 2,08 metros de estatura, lo hacía en la posición de pívot.

## Trayectoria deportiva

### Universidad
Jugó durante tres temporadas con los Bulldogs de la Universidad de Minnesota–Duluth, en las que promedió 15,5 puntos y 8,7 rebotes y 2,0 asistencias por partido. Acabó como líder histórico de su universidad en puntos, rebotes, tapones y tiros de campo. Es el único jugador salido de Minnesota–Duluth en llegar a jugar en la NBA.

### Profesional
Tras no ser elegido en el Draft de la NBA de 1991, fichó al año siguiente como agente libre por los Cleveland Cavaliers, donde en su primera temporada fue uno de los jugadores menos utilizados, promediando 1,6 puntos y 2,0 rebotes por partido.
La temporada siguiente la comenzó en los Rapid City Thrillers de la CBA, pero fue reclamado en el mes de enero por los Cavs, con los que disputó 32 partidos en los que promedió 1,5 puntos y 1,0 rebotes.

## Estadísticas de su carrera en la NBA

### Temporada regular
| Temporada | Edad | Equipo              | Liga | P  | TIT | MIN | TC  | TCA | %TC  | 3P  | 3PA | %3P | TL  | TLA | %TL  | R.OF. | R.DEF. | REB | ASIS | ROB | TAP | PER | FP  | PTS |
| 1992-93   | 23   | Cleveland Cavaliers | NBA  | 32 | 5   | 6.7 | 0.6 | 1.7 | .345 | 0.0 | 0.0 |     | 0.4 | 0.8 | .520 | 0.8   | 1.2    | 2.0 | 0.5  | 0.3 | 0.3 | 0.3 | 1.5 | 1.6 |
| 1993-94   | 24   | Cleveland Cavaliers | NBA  | 32 | 0   | 4.1 | 0.5 | 1.0 | .500 | 0.0 | 0.0 |     | 0.5 | 0.7 | .714 | 0.5   | 0.6    | 1.0 | 0.1  | 0.1 | 0.2 | 0.5 | 0.7 | 1.5 |
| Total     |      |                     | NBA  | 64 | 5   | 5.4 | 0.5 | 1.4 | .402 | 0.0 | 0.0 |     | 0.4 | 0.7 | .609 | 0.6   | 0.9    | 1.5 | 0.3  | 0.2 | 0.2 | 0.4 | 1.1 | 1.5 |

### Playoffs
| Temporada | Edad | Equipo              | Liga | P | TIT | MIN | TC  | TCA | %TC  | 3P  | 3PA | %3P | TL  | TLA | %TL  | R.OF. | R.DEF. | REB | ASIS | ROB | TAP | PER | FP  | PTS |
| 1992-93   | 23   | Cleveland Cavaliers | NBA  | 4 | 0   | 3.8 | 0.3 | 0.8 | .333 | 0.0 | 0.0 |     | 0.0 | 0.5 | .000 | 0.3   | 0.0    | 0.3 | 0.0  | 0.0 | 0.3 | 0.5 | 0.3 | 0.5 |
| Total     |      |                     | NBA  | 4 | 0   | 3.8 | 0.3 | 0.8 | .333 | 0.0 | 0.0 |     | 0.0 | 0.5 | .000 | 0.3   | 0.0    | 0.3 | 0.0  | 0.0 | 0.3 | 0.5 | 0.3 | 0.5 |